# Michiko Ueno
Michiko Ueno (上野 通子?, Ueno Michiko; Utsunomiya, 21 aprile 1958) è una politica giapponese, membro del Partito Liberal Democratico.

## Biografia
Nata il 21 aprile 1958 a Utsunomiya, nella prefettura di Tochigi, si è laureata in letteratura nel 1981 presso l'Università femminile Kyōritsu. Dopo la laurea, ottiene un posto di docente in un liceo femminile della sua città.
Nel 2003 entra in politica come candidata indipendente per le elezioni dell'assemblea della prefettura di Tochigi, dove vince. Poi nel 2007 si ripresenta alle elezioni, questa volta nel partito Liberal Democratico giapponese, uscendo sempre vincente.
Nel 2010 si candida per la prima volta in un mandato nazionale, come consigliera, dove riesce a venire eletta.
Nel 2013 viene nominata segretaria parlamentare per l'istruzione, la cultura, lo sport, la scienza e la tecnologia, mentre nel 2016 viene rieletta con un vantaggio sostanziale di voti.